# Conophytum khamiesbergense
Conophytum khamiesbergense là một loài thực vật có hoa trong họ Phiên hạnh. Loài này được (L.Bolus) Schwantes mô tả khoa học đầu tiên năm 1950.